# Toarcla, Brașov
Toarcla, mai demult Preșmer (în dialectul săsesc Tôrteln, în germană Tarteln, Tertlen, Tartlau, în maghiară Prázsmár, Kisprázsmár, în trad. "Prejmeru Mic") este un sat în comuna Cincu din județul Brașov, Transilvania, România. În localitate există o biserică fortificată.

## Monumente
- Biserica fortificată din Toarcla, monument istoric din secolul al XIII-lea

## Galerie imagini

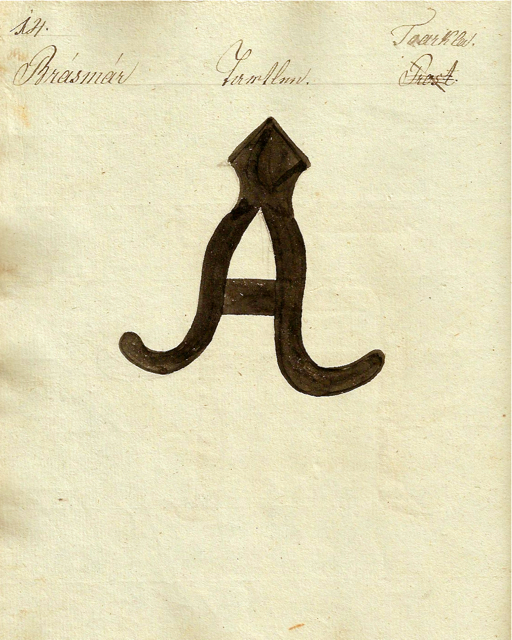
1826 - Danga pentru vite